# Manuel Prado Ugarteche
Manuel Carlos Prado Ugarteche (ur. 21 kwietnia 1889, zm. 15 sierpnia 1967) – peruwiański polityk, bankier. Prezydent Peru w latach 1939–1945 i 1956–1962.

## Życiorys
Urodził się w Limie. Był synem prezydenta Peru Mariano Ignacio Prado i Magdalena Ugarteche. Jego bratem był żeglarz Leoncio Prado Gutiérrez – peruwiański bohater narodowy. Miał jeszcze 3 braci: prawnika Mariano, biznesmena i polityka Javiera oraz polityka Jorge. Studiował na Uniwersytecie Świętego Marka i Colegio de la Inmaculada.
Jako młody oficer, Prado był głównym inicjatorem zamachu stanu w 1914, który obalił prezydenta Guillermo Billinghursta. W 1915 został wybrany do Rady Miejskiej w Limie zasiadał w resorcie administracji nadzorowanym przez burmistrza Pedro de Osma. Objął stanowisko inspektora robót budowlanych i nadzorował plany odnowy miasta.
W 1934 został prezesem Banku Centralnego Peru. Manuel Prado miał poglądy konserwatywne jednak podczas wyborów w 1939 otrzymał poparcie ze strony lewicowych partii. Prado ogłosił, że głównymi celami jego prezydentury będzie ogłoszenie amnestii na wyroki więźniów politycznych i zakończenie delegalizacji partii politycznych. W 1942 podpisał tzw. „Protokół z Rio de Janeiro”, który miał kończyć konflikt z Ekwadorem.

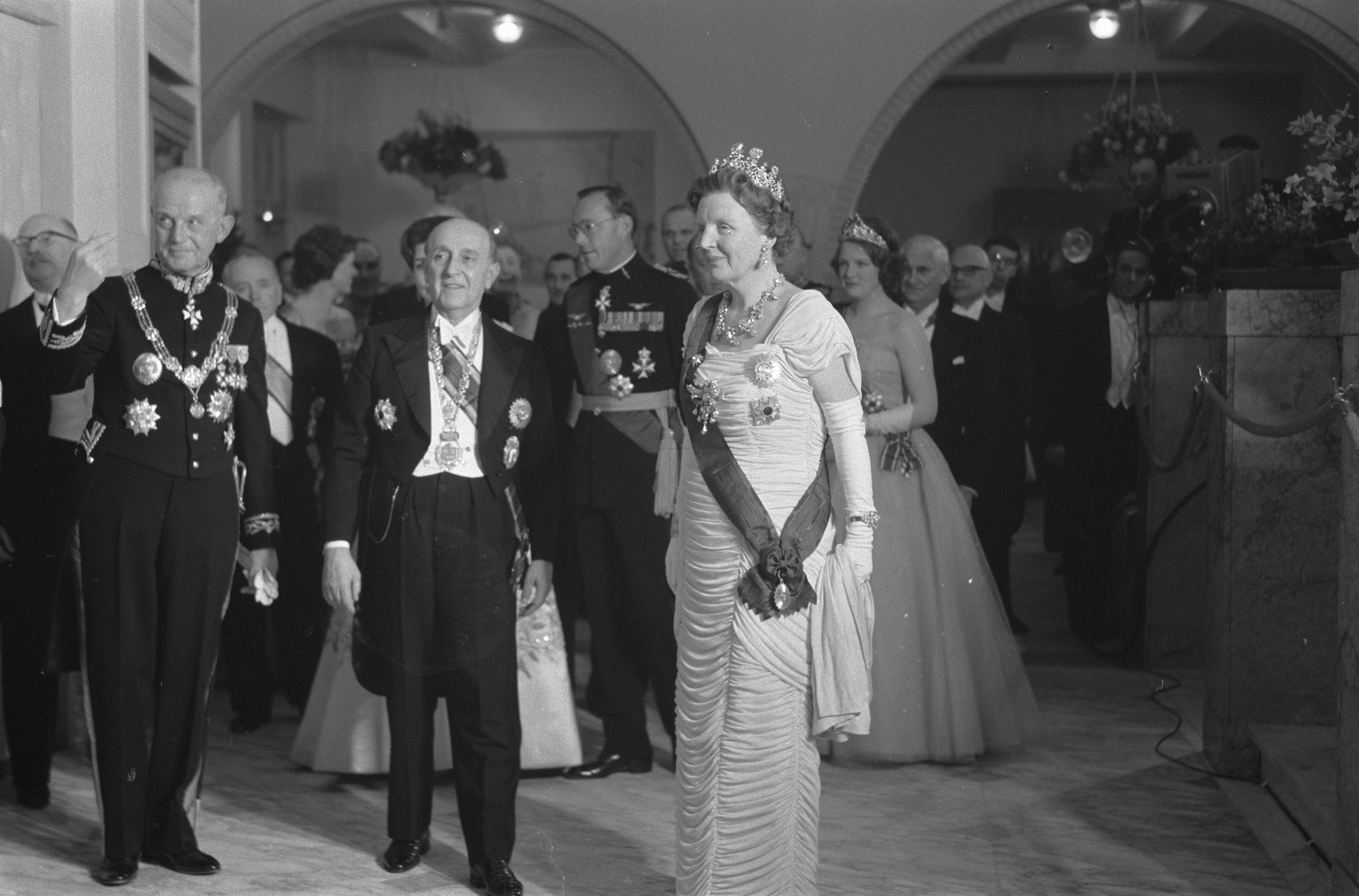
Prezydent Prado w trakcie spotkania z królową Holandii Julianną, 1960

Podczas jego drugiej prezydentury w latach 1956–1962 zapowiedział prawne uznanie i zalegalizowanie działalności centrolewicowej partii Amerykański Rewolucyjny Sojusz Ludowy. Tak też się stało. Umożliwiło to powrót z emigracji jednego z czołowych polityków tej formacji politycznej – Víctora Haya de la Torre.
W polityce zagranicznej za swój największy sukces Prado uznał to, że w czasie sprawowania funkcji prezydenta w 1942 jako pierwszy z południowoamerykańskich szefów państw doprowadził do zerwania stosunków z państwami Osi i powiększenia współpracy ze Stanami Zjednoczonymi. Podczas II wojny światowej Peru przez większy czas zachowało neutralność. 1 sierpnia 1962 Prado opuścił kraj, wyjechał do Francji i osiedlił się w Paryżu.
Był dwukrotnie żonaty. Jego pierwsza żoną – w latach 1914–1958 – była Henrietta Garland Higginson, a drugą – od 1958 do jego śmierci – Clorinda Málaga Bravo. Miał jednego syna – Mariano Ignacio Prado i córkę Rosę.
Zmarł w 1967 w Paryżu. Jego ciało zostało przewiezione do Peru i złożone na cmentarzu cmentarzu księdza Maestro w Limie.
Manuel Prado Ugarteche opublikował kilka prac naukowych na temat rachunku różniczkowego i całkowego oraz hydrostatyki.